# Transhimálaj
Transhimálaj nebo též zastarale Hedinovo pohoří (podle Svena Hedina, který ho objevil pro Evropu) je horské pásmo, které se táhne paralelně s Himálajem hlouběji v tibetském vnitrozemí, za kotlinami Indu a Brahmaputry. Název Transhimálaj je umělý[zdroj?] a odráží „evropský“ pohled směrem z Indie do hor – Transhimálaj z tohoto pohledu leží „za Himálajem“. Místní tento název nepoužívají, pro ně jde o několik samostatných pohoří.[zdroj?]
Transhimálaj je asi 1600 km dlouhý a až 300 km široký. Na západě navazuje na Karákoram v oblasti, kde Indus opouští Tibet a míří do Kašmíru. Na východě končí zhruba ve stejných zeměpisných délkách jako Himálaj, tedy tam, kde Tibet opouští Brahmaputra (v Tibetu se jmenuje Jarlung Cangpo a je největší tibetskou řekou). Dále k východu Transhimálaj plynule přechází ve Východotibetská pohoří. Na severu přechází v rozlehlou Tibetskou náhorní plošinu.
Transhimálaj se skládá ze tří hlavních celků. Na severozápadě je to Ngari Gangri. Na něj na jeho jihovýchodním konci navazuje Gang Tise (masív Kailásu). Jeho nejvyšší horou je Lungpo Gangri (7059 m). Nejvýchodnější část, pod níž leží i hlavní tibetské město Lhasa, je Ňänčhen Tanglha se stejnojmennou nejvyšší horou (7162 m).